# Grochowa (powiat ząbkowicki)
Grochowa – wieś w Polsce położona w województwie dolnośląskim, w powiecie ząbkowickim, w gminie Bardo.
Do wsi należy niestandaryzowana osada leśna Kiełków (niem. Kühnheide) 50°13′02″N 21°25′47″E/50,217222 21,429722. W przeszłości do wsi należał również przysiółek Gróchówka (niem. Neu Grochau) 50°33′56″N 16°44′56″E/50,565556 16,748889.

## Opis
Jest to bardzo stara polska wieś. Pierwsze wzmianki o niej datowane są na 1155 rok (informacja w Bulli papieża Hadriana IV), następnie w 1210 r. (Kodeks dyplomatyczny Śląska, dokument nr 142 z 1 listopada 1210) i w roku 1260 (wieś Grochowa, jako uposażenie klasztoru kamienieckiego). W 1862 roku zostały odkryte złoża magnezytu, a do dziś znajduje się tam kopalnia magnezytu.

## Demografia
Według Narodowego Spisu Powszechnego (III 2011 r.) liczyła 316 mieszkańców. Jest czwartą co do wielkości miejscowością gminy Bardo.

## Położenie
Na południowych stokach Masywu Grochowa-Braszowice, poniżej przełęczy rozdzielającej szczyty Grochowca i Brzeźnicy, leży wieś Grochowa. Wieś składa się z dwóch części: górnej i dolnej. Górna leży na północnych stokach Masywu Grochowa-Braszowic i jest tam dzisiaj samotne gospodarstwo. Dolna, południowa część, kończy się niewielkim osiedlem robotniczym, wybudowanym w latach 50. XX wieku, związanym z pobliską kopalnią i prażalnią magnezytu.

## Historia
Wieś Grochowa posiada niewątpliwie słowiański rodowód i istniała już na początku XIII wieku. Świadczy o tym jej nazwa pochodząca od polskiego słowa groch. Pierwsza wzmianka pochodzi z dokumentu biskupa wrocławskiego Wawrzyńca z 1210 roku, który nadaje dziesięcinę ze wsi nowo powstałemu klasztorowi augustianów w Kamieńcu Ząbkowickim. Miejscowość w tym czasie była związana z kasztelanią bardzką, a ludność wsi zobowiązana do służby i innych powinności na rzecz księcia. Od połowy XIV do końca XVI wieku wieś była w posiadaniu rycerskiej rodziny Reichenbachów na Stoszowicach. Wojna trzydziestoletnia przyniosła całkowite zniszczenie i zadłużenie wsi. Z tego powodu Reichenbachowie po wojnie musieli się jej pozbyć na rzecz wierzycieli. Często zmieniali się też właściciele wsi. W 1795 roku stała się nim rodzina Schlabrendorfów na Stolcu, która w tymże roku odkupiła większą część ziem księstwa ziębickiego i na tym terenie utworzyła mniejsze państwo stanowe Ząbkowice-Ziębice. W 1850 roku spadkobierczynią tego majątku została Anna Deym z domu Schlabrendorf, zamieszkała na zamku w Opolnicy. W latach 1922–1923 z części majątku Deymów zostało wydzielone państwo stanowe Opolnica-Grochów, którego właścicielem stał się, w latach 20. XX wieku, hrabia Merveldt na zamku Lembeck w Westfalii. Wkrótce posiadłości hrabiego Merveldta zostały rozsprzedane. Grochowa była pierwszą wsią w dawnym powiecie ząbkowickim, która w końcu XIX wieku została zelektryfikowana. Stało się tak dzięki wybudowaniu hydroelektrowni na Nysie Kłodzkiej w Opolnicy i połączeniu Grochowa linią wysokiego napięcia z elektrownią. W latach 20. XX wieku ząbkowiccy pallotyni zakupili w Grochowej Górnej 75-morgowy majątek, w którym prowadzili gospodarstwo rolne na własne potrzeby. W majątku była mała domowa kaplica, gdzie odbywały się msze święte z udziałem mieszkańców Grochowej.
W latach 1975–1998 miejscowość należała administracyjnie do województwa wałbrzyskiego.

## Wydobycie magnezytu
Największym bogactwem okolic jest magnezyt, chociaż ślady poszukiwań górniczych w rejonie Grochowej są znacznie starsze. Jeszcze w średniowieczu poszukiwano tutaj szlachetnych kamieni i rud metali. Źródła podają, że w latach 1819–1823 na górze Grochowiec i Stróżnik wydobywano najpiękniejszy chryzopraz. W połowie XIX wieku istniały w pobliżu dwie kopalnie węgla brunatnego. Początki wydobywania magnezytu sięgają połowy XIX wieku. Już wówczas na okolicznych polach znajdywano biały kamień, zwany przez miejscową ludność „szpikiem kamiennym”, który traktowano wówczas jako całkowicie bezużyteczny. Wkrótce znaleziono dla niego zastosowanie jako środek czyszczący i zaczęto go w ograniczonym zakresie wydobywać. Dopiero odkrycie najistotniejszej właściwości tego minerału – odporności na wysoką temperaturę, otworzyło nowe możliwości przed magnezytem. W latach 80. XIX wieku zbudowano nowe kopalnie i piece prażalnicze, znacznie wzrosło też zapotrzebowanie na magnezyt surowy. Powstawały nowe kopalnie, rosło wydobycie, które w końcu XIX wieku wynosiło 900 t na miesiąc. Podczas I wojny światowej wszystkie działające na tym terenie kopalnie zostały wydzierżawione firmie Eubolith Gesellschaft z Aschersleben, a w 1920 roku przeszły pod zarząd firmy Ząbkowickie Zakłady Magnezytowe. Firma ta, w 1923 roku, wybudowała nowoczesny, istniejący do dzisiaj zakład przeróbczy magnezytu z młynami i piecami prażalniczymi. Kopalnie w okolicach Grochowa zostały uruchomione przez Deymów, a później wydzierżawione firmie Silesia Gesellschaft z Hamburga. Magnezyt z okolic Grochowa posiadał najwyższy stopień czystości, a jego odkrycie i zbadanie własności nastąpiło prawdopodobnie po raz pierwszy w historii światowego górnictwa.

## Szwedzkie Szańce
Ciekawym zabytkiem dawnej sztuki fortyfikacyjnej jest zespół umocnień ziemnych w Masywie Grochowa-Braszowice. Pierwsze forty zostały wzniesione zapewne jeszcze przez Szwedów w czasie wojny trzydziestoletniej i zwane były wówczas Szwedzkimi Szańcami. Później, podczas wojen śląskich były wykorzystywane przez Austriaków, prawdopodobnie do zablokowania wojskom pruskim dostępu do ziemi kłodzkiej. Po przejęciu Śląska przez Prusy i wybudowaniu twierdzy w Srebrnej Górze zostały włączone w system fortyfikacyjny twierdzy. Chrzest bojowy przeżyły podczas kampanii zimowo-wiosennej 1807 roku. W wyniku potyczki w okolicach Barda 7 lutego 1807, forty zostały zdobyte przez oddziały francuskie. W latach 1810–1813 zostały zmodernizowane i dostosowane do panujących wówczas trendów przy budowie fortyfikacji. Projekt przebudowy był autorstwa gen. Augusta von Gneisenaua, głównego inspektora do spraw twierdz, a prace budowlane nadzorował gubernator Śląska, hrabia Gaudi. Zadaniem fortyfikacji było, wspólnie z twierdzami: nyską, kłodzką i srebrnogórską, uniemożliwić wycofującym się na wschód po klęsce moskiewskiej wojskom napoleońskim, połączenie się z oddziałami stacjonującymi w Czechach. Forty zostały postawione w stan gotowości bojowej na wiosnę 1813 roku. Cofające się wojska napoleońskie ominęły jednak ten teren, a forty zostały wkrótce rozbrojone i opuszczone. Zespół ten liczy 11 obiektów w Masywie Grochowej i 5 w okolicach Barda. Najlepiej zachowany jest fort nr 9 zwany Grochowskim, położony na zalesionej kulminacji pomiędzy Grochową i Brzeźnicą.

## Zabytki
Do wojewódzkiego rejestru zabytków wpisany jest:
- zespół fortów ziemnych, z 1813 r.:
  - fort 1
  - fort 2
  - fort 3